# Peter Knecht

Peter Knecht

Die Knechtshütte in Winz, heute Hattingen

Johann Peter Knecht (* 3. März 1798 auf Gut Schlicken bei Solingen; † 21. November 1852 in Solingen) war ein deutscher Unternehmer und Produzent von Blankwaffen und Schneidwaren.

## Biographie
Peter Knecht entstammte einer alteingesessenen Solinger Familie von Kaufleuten und Verlegern mit Wurzeln im Schneidwarenhandwerk. Er war ein Sohn des Gutsbesitzers und Kaufmanns Peter Wilhelm Knecht (1718–1814) und von dessen Frau Anna Christina, geborene Jürgens. Er war protestantisch-reformiert getauft. Die Familie besaß eine ausgedehnte Landwirtschaft sowie Wald mit Jagdrevieren und Fischereigründen. 1825 heiratete er Julie Schimmelbusch (1804–1881), Tochter des Kaufmanns und Fabrikanten Carl Schimmelbusch (1777–1839), eines geschäftlichen Konkurrenten, und von Friederike Wilhelmina Halbach auf’m Mangenberg bei Solingen. Ein Onkel von ihr war Carl Joest (1786–1848), Teilhaber der Firma Schimmelbusch & Joest, die 1831 in Köln eine Zuckerraffinerie errichtete, dem späteren Rheinischer Aktien-Verein für Zuckerfabrikation (1864), der 1930 in Pfeifer & Langen aufging.
Peter Knecht besuchte in Solingen eine Privatschule, auf der er unter anderem in verschiedenen Fremdsprachen unterrichtet wurde, „eine Schlüsselqualifikation“ für das Schneidwarenexportgeschäft. Von 1817 bis 1818 machte er eine kaufmännische Ausbildung bei der Düsseldorfer Wollhandlung J.C. Solbrig, wo er im Salon der Inhaber erste wichtige Kontakte zu höheren Offizieren knüpfte. Anschließend führte er zunächst die vom Vater gegründeten Waffenhandlung Peter Wilhelm Knecht Söhne fort. 1823 gründete er ein eigenes Unternehmen zur Fabrikation von Blankwaffen; das Unternehmen unterhielt ab 1824 ein Depot und eine Agentur in Paris. Die Knechtsche Waffen- und Quincaillerienfabrik, an der 1830 bis 1840 der Wiener Eduard Edler von Moser beteiligt war, gewann auf Berliner Gewerbeausstellungen (1822, 1827 und 1844) silberne Ehrenmedaillen.
Innerhalb weniger Jahre nahm das Unternehmen einen großen Aufschwung. Die Julirevolution 1830 beeinträchtigte allerdings die Geschäftsverbindungen nach Frankreich, Belgien und Holland, so dass Knecht neue Verkaufswege auf dem inländischen Markt und in Südamerika suchte. Auf Geschäftsreisen im In- und Ausland knüpfte er die für das Waffengeschäft notwendigen Kontakte. 1833 stieg der damalige preußische Kronprinz, der spätere König Friedrich Wilhelm IV., der eine wertvolle Klingensammlung besaß und die kunstgewerbliche Verfeinerung von Offiziers- und Luxuswaffen förderte, auf seiner Reise durch die Rheinprovinz bei Knecht ab.
Mit dem Rückgang der Konjunktur ab 1831 nahm in der Solinger Kleineisenindustrie das Trucksystem – die Entlohnung von Arbeitnehmern mit Waren statt mit Geld – zu, das Peter Knecht „erbittert“ bekämpfte. Ein Hintergrund war die Konkurrenzsituation der Solinger Produkte mit billigen Massenprodukten aus England, weshalb die Solinger Unternehmer versuchten, die Produktionskosten auf diese (aus England eingeführte) Weise zu drücken. Knecht war konservativ und überzeugter Monarchist, engagierte sich aber aus „paternalistischem Verantwortungsgefühl“ nicht nur für die Abschaffung des Warenzahlens, sondern unter anderem auch für Arme und Arbeitslose, eine Erhöhung der Arbeitslöhne sowie die Schaffung von Handwerksbrüderschaften. Unter dem Pseudonym Immerwahr veröffentlichte er 1845/46 im Elberfelder Kreisblatt die Artikel „Nebelbilder aus Solingen“, in denen er die durch das Warenzahlen hervorgerufenen Missstände anprangerte und die viel Aufsehen erregten. Auch verfasste er die Broschüre Keine Hungersnoth mehr!, in der er den Anbau von Kartoffeln propagierte und „die Fürsten“ aufforderte, für gutes Saatgut zu sorgen.
Während der Märzunruhen 1848 entlud sich der Unmut der Arbeiter gegen die Warenzahler; Peter Knecht konnte durch sein Eingreifen größere Zerstörungen an Fabriken verhindern. Auf Anregung des Düsseldorfer Regierungsrates Carl Quentin wurde in Solingen die „Kommission zur Verbesserung der Lage der Arbeiter“ aus 17 Fabrikanten und Arbeitern gebildet, dessen Vorsitz Knecht einnahm. Ziel der Kommission war, „die bestehenden Mißverhältnisse zu beraten und namentlich die Lager der Arbeiter zu verbessern“. 1849 wurde das Trucksystem, gegen das sich Knecht über zwei Jahrzehnte gegen die Mehrheit der Solinger Unternehmer eingesetzt hatte, in Preußen gesetzlich verboten.
Gemeinsam mit dem Lütticher Gewehrfabrikanten Max Lesoinne, zeitweilig auch mit dem niederländischen Münzdirektor Yman Suermondt (Utrecht) und John Cockerill (Seraing), betrieb Knecht ab 1836 in Winz bei Hattingen eine Fabrik, die mit einer Dampfmaschine (45 PS) von Cockerill arbeitete. Die Qualität der dort gefertigten Schneidwaren war jedoch minderwertig und konnte mit den englischen Produkten nicht konkurrieren, zudem hatte sich Knecht mit dieser Gründung finanziell übernommen. Schimmelbusch & Joest lehnte es nach dem Tod des Schwiegervaters ab, Knecht zu unterstützen. 1839 wurde die „Knechtshütte“ zwangsversteigert. Die finanziellen Belastungen aus dieser Unternehmung führten dazu, dass das Solinger Unternehmen von Knecht kurze Zeit nach dessen Tod geschlossen werden musste.
Peter Knecht hatte zahlreiche Ämter inne: Er war Stadtrat, stellvertretender Abgeordneter der Preußischen Nationalversammlung, bis 1850 Mitglied des Gewerbegerichts und der Handelskammer, zahlreicher gemeinnütziger Gesellschaften sowie Freimaurerlogenmeister. Auf seiner Mitgliedschaft in der Freimaurerloge beruhte eine Freundschaft mit dem Komponisten Franz Liszt.

## Peter-Knecht-Haus

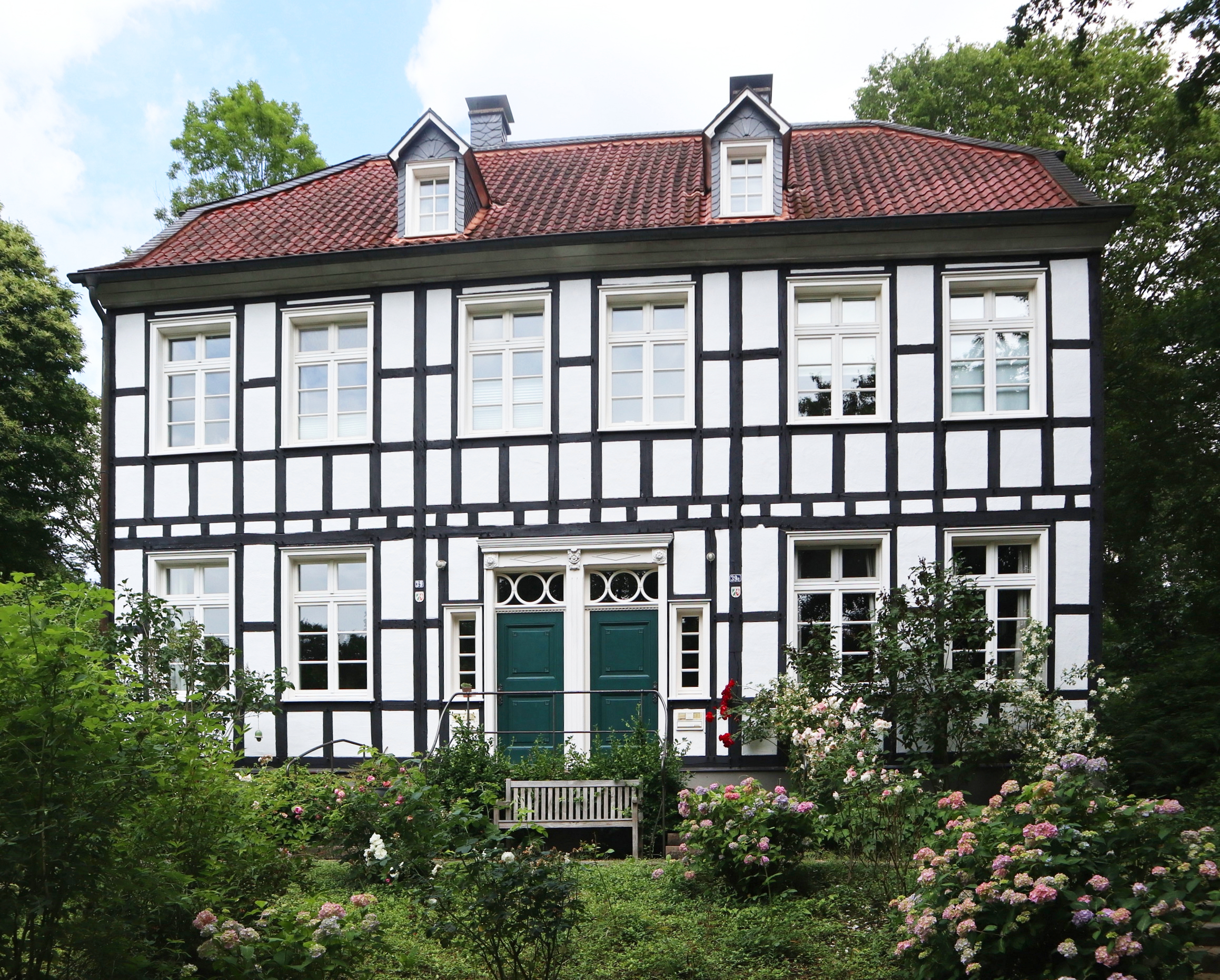
Das Peter-Knecht-Haus in Solingen-Dahl

Das Wohnhaus von Peter Knecht, das in Teilen unter Denkmalschutz (Nr. 933) steht, ist erhalten und befand sich bis 1991 in der Solinger Hofschaft Schlicken, wo es verfiel. Weil es in der Straßentrasse lag, wurde es von einem Privatmann gekauft, der es demontieren und in der Hofschaft Dahl neu aufbauen ließ (Translozierung). 1993 wurde es eingeweiht.
In der Solinger Innenstadt ist eine Straße nach Peter Knecht benannt, wo dieser ein zweites Wohnhaus besaß. Der Nachlass von Peter Knecht befindet sich im Stadtarchiv Solingen.
Die Blankwaffen aus der Fabrikation von Peter Knecht, insbesondere die Klingen aus Damaszener Stahl, sind weltweit begehrte Sammler- und Museumsobjekte.